# Girl Scouts of the United States of America
Girl Scouts of the United States of America (GSUSA, qu'on peut traduire par éclaireuses des États-Unis d'Amérique), communément appelée simplement Girl Scouts, est un mouvement de jeunesse qui s'adresse aux jeunes filles et jeunes femmes vivant aux États-Unis et aux filles américaines vivant à l'étranger. Elle est fondée par Juliette Gordon Low en 1912, après sa rencontre en 1911 avec Robert Baden-Powell, le fondateur du scoutisme. De retour à Savannah, en Géorgie, elle téléphone à un cousin éloigné en disant :
« I've got something for the girls of Savannah, and all of America, and all the world, and we're going to start it tonight! »
« J'ai quelque chose pour les filles de Savannah, et toute l'Amérique et le monde entier, et nous allons commencer ce soir! »
Girl Scouts prépare les éclaireuses à devenir plus autonomes et favorise la compassion, le courage, l'estime de soi, le caractère, le leadership, l'esprit d'entreprise et la citoyenneté active grâce à des activités de camping, de services rendus à la communauté, d'apprentissage des premiers soins et à l'acquisition de compétences pratiques qui permettent de gagner des badges. Les réalisations sont récompensées par diverses récompenses spéciales, notamment les récompenses d'or, d'argent et de bronze.
L'adhésion des éclaireuses est organisée selon le grade, avec des activités conçues pour chaque niveau. GSUSA est membre de l'Association mondiale des guides et des éclaireuses (AMGE) et accepte des éclaireuses de tous horizons.
Un sondage réalisé en 1994 par Chronique de la philanthropie a montré que les éclaireuses étaient classées par le public au huitième rang des organismes de bienfaisance / à but non lucratif les plus populaires en Amérique parmi plus de 100 organismes de bienfaisance,. Elles se décrivent comme «l'organisation la plus importante au monde dédiée exclusivement aux jeunes filles».

## Histoire

### Guides d'Amérique

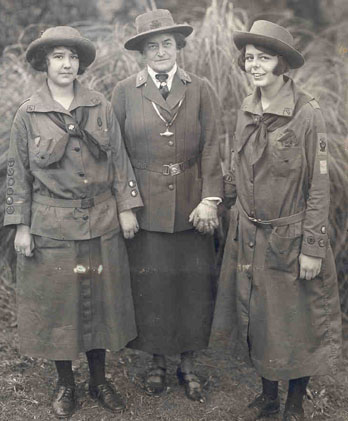
Juliette Gordon Low (au centre), avec deux éclaireuses.

Le scoutisme féminin aux États-Unis d'Amérique nait le 12 mars 1912, lorsque Juliette "Daisy" Gordon Low organise la première réunion de troupe de guides de 18 éclaireuses à Savannah, en Géorgie. Il rassemble depuis 3,7 millions de membres. Juliette Low, qui avait rencontré Baden-Powell à Londres alors qu'elle vivait au Royaume-Uni, rêvait de donner aux États-Unis et au monde «quelque chose pour toutes les filles». Elle imagina une organisation qui ferait sortir les filles de chez elles pour servir leurs communautés, faire l'expérience du plein air et avoir la possibilité de développer «autonomie et ingéniosité». Depuis sa création, les éclaireuses ont été organisées et dirigées exclusivement par des femmes, pour les jeunes filles et les femmes.
Juliette Gordon Low est la petite-fille de Juliette Magill Kinzie et de John Harris Kinzie, dont la famille d'enfance descend de l'un des premiers colons de Chicago. Juliette Kinzie a écrit sur ses expériences dans les Territoires du Nord-Ouest (maintenant l'État du Wisconsin) dans son livre Wau-Bun: The Early Day. Une partie de ce que sa petite-fille, Juliette Gordon Low, savait de première main sur les expériences de sa grand-mère à la frontière, a été utilisé et intégré dans la formation et dans les traditions des éclaireuses. La première maison des grands-parents de Juliette Low peut être visitée à Portage, Wisconsin.
À la fin de 1912, elle propose que les Camp Fire Girls fusionnent avec les Guides, mais cette proposition est rejetée en janvier 1913 car Camp Fire est alors le groupe le plus important. Ensuite, elle tente de fusionner son organisation avec les Girl Scouts of America fondées à Des Moines par Clara Lisetor-Lane. Elle pense que leurs ressemblances faciliteraient les choses, mais Clara Lisetor-Lane estime que Daisy a copié son organisation et menace de la poursuivre en justice. Elle affirmera plus tard que l'organisation de Low attire des membres, mais que sa croissance est limitée par un manque de ressources financières qui a conduit à sa disparition.

### Girl Scouts des États-Unis

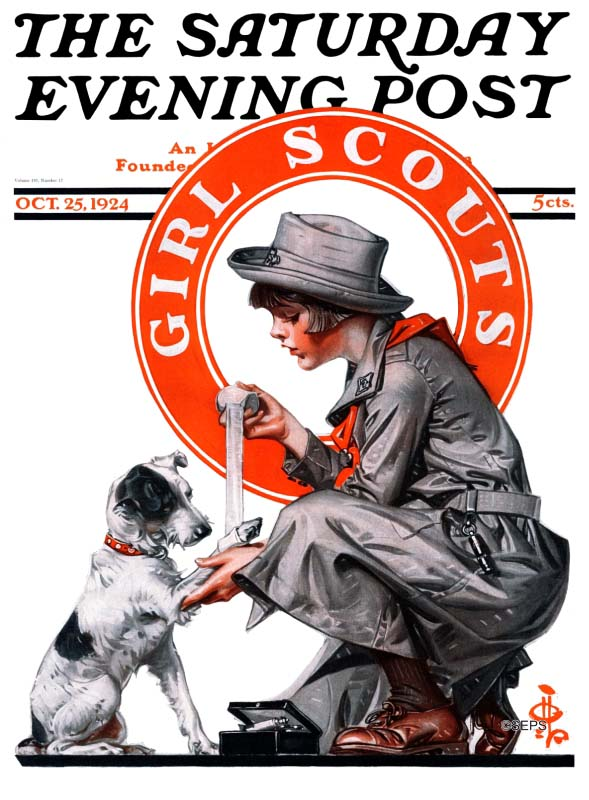
Article de couverture du Saturday Evening Post sur les éclaireuses (25 octobre 1924)

Les Girl Guides - Guides de l'Amérique en 1913 changent de nom en Girl Scouts - Éclaireuses des États-Unis et déplacent leur siège à Washington. En 1915, l'organisation fusionne et le siège national est déplacé à New York. Le nom prend sa forme actuelle, Girl Scouts of the United States of America, en 1947. L'organisation fait l'objet d'une congressional charter, loi adoptée par le Congrès des États-Unis qui énonce la mission, l'autorité et les activités d'un groupe, le 16 mars 1950.
GSUSA débute avec 18 membres. Quelques mois plus tard, les membres marchent dans les bois en uniformes bleus jusqu'aux genoux, jouent au basket-ball sur un court avec rideaux et partent en camping. En 1916, Juliette Low établit un badge d'aviation - avant même que les femmes ne puissent voter. En 1920, il y a près de 70 000 membres. En 1923, l'organisation a des succursales dans tous les États de l'Union, l'Alaska, Hawaï et Porto Rico, et un total de 125 738 membres. En 1930, elle en compte plus de 200 000. En 2013, il y a plus de 3,2 millions d'éclaireuses : 2,3 millions de jeunes filles membres et 890 000 membres adultes aux États-Unis. Plus de 50 millions de femmes américaines ont participé aux Girl Scouts. Grâce à son adhésion à l'AMGE, les jeunes filles et les adultes de GSUSA rassemblent plus de 10 millions de membres dans 146 pays.
Les noms et âges des niveaux et la structure plus large du programme ont considérablement changé avec le temps. En 1923, les éclaireuses sont organisées en patrouilles, troupes, conseils locaux et Conseil national. Les troupes sont initialement assez indépendantes avant de se regrouper en petits conseils, qui ont ensuite fusionné pour former des conseils plus importants. En 2013, il existe plus de 100 conseils aux États-Unis.
Le lieu de naissance de Juliette Gordon Low, situé à Savannah, en Géorgie, dans l'ancienne maison de la famille Gordon, est devenu le centre national du programme Girl Scout en 1956. Il propose chaque année des visites à des milliers d'éclaireuses. À sa mort en 1927, elle lègue sa remise pour voitures, qui deviendra finalement le premier quartier général des éclaireuses, aux éclaireuses locales de Savannah pour qu'elles continuent à l'utiliser. En 1923, le siège national est situé au 189 Lexington Avenue, New York.

### Seconde Guerre mondiale
Pendant la Seconde Guerre mondiale, 1943-1945, de nombreuses jeunes filles américaines d'origine japonaise sont confinées dans des camps d'internement avec leurs familles. Des troupes d'éclaireuses y sont organisées avec de nombreuses activités, notamment des représentations dramatiques qui ont lieu dans le camp d'internement de Crystal City au Texas.

### Lutte contre la ségrégation
La plupart des unités des éclaireuses sont à l'origine séparées par race selon les lois et coutumes nationales et locales. La première troupe d'éclaireuses afro-américaines est fondée en 1917 ; la première troupe amérindienne est formée dans l'État de New York en 1921 ; et la première troupe des Américains d'origine mexicaine est formée à Houston, au Texas, en 1922. En 1933, Josephine Groves Holloway fonde des troupes afro-américaines non officielles dans le Tennessee . Elle met fin à la ségrégation au sein du conseil de la vallée de Cumberland en 1962. La première troupe afro-américaine officielle dans le sud est fondée en 1932 à Richmond, en Virginie par Lena B. Watson et dirigée initialement par Lavnia Banks, une enseignante du lycée Armstrong. Elle s'organise pour la première fois au Hartshorn Hall de la Virginia Union University.
Dans les années 1950, la GSUSA fait des efforts nationaux significatifs pour mettre fin à la ségrégation des camps et maintenir un équilibre entre les populations. L'une des premières réalisations par Murray Atkins Walls en 1956, fut le Camp Shantituck dans le Kentucky. La même année, Martin Luther King, Jr. décrit les Girl Scouts comme «une force de déségrégation». En 1969, une initiative nationale des éclaireuses appelée Action 70 est créée pour éliminer les préjugés. Gloria D. Scott, une Afro-américaine, est élue présidente nationale des Girl Scouts en 1975.

### Wing Scouts
Le programme Wing Scout est un programme senior pour les éclaireuses plus âgées intéressées par l'aviation et désireuses de servir leur pays. Il démarre en 1941 et se termine dans les années 1970. En juillet 1942, 29 chefs de troupes de 15 États se réunissent à Philadelphie, en Pennsylvanie, pour suivre une formation en leadership Wing Scout. Elles retournent dans leurs conseils et commencent à mettre en place des troupes de Wing Scout. En 1959, le conseil des éclaireuses du comté de San Mateo, en Californie, reçoit une offre de la présidente du United Airlines San Francisco Management Club, J.L. Burnside, pour démarrer un programme d'aviation pour les éclaireuses seniors. L'un des points forts du programme Wing Scout est le vol d'essai offert aux éclaireuses seniors à l'aide des jets d'United Airlines. Pour beaucoup de jeunes femmes, c'est la première fois qu'elles volent dans un avion. Les éclaireuses seniors qui participent au programme depuis trois ans ont la possibilité de prendre les commandes pendant le vol dans un petit avion. Le programme est interrompu après les revers financiers d'United Airlines dans les années 1970.

## Niveaux d'âge

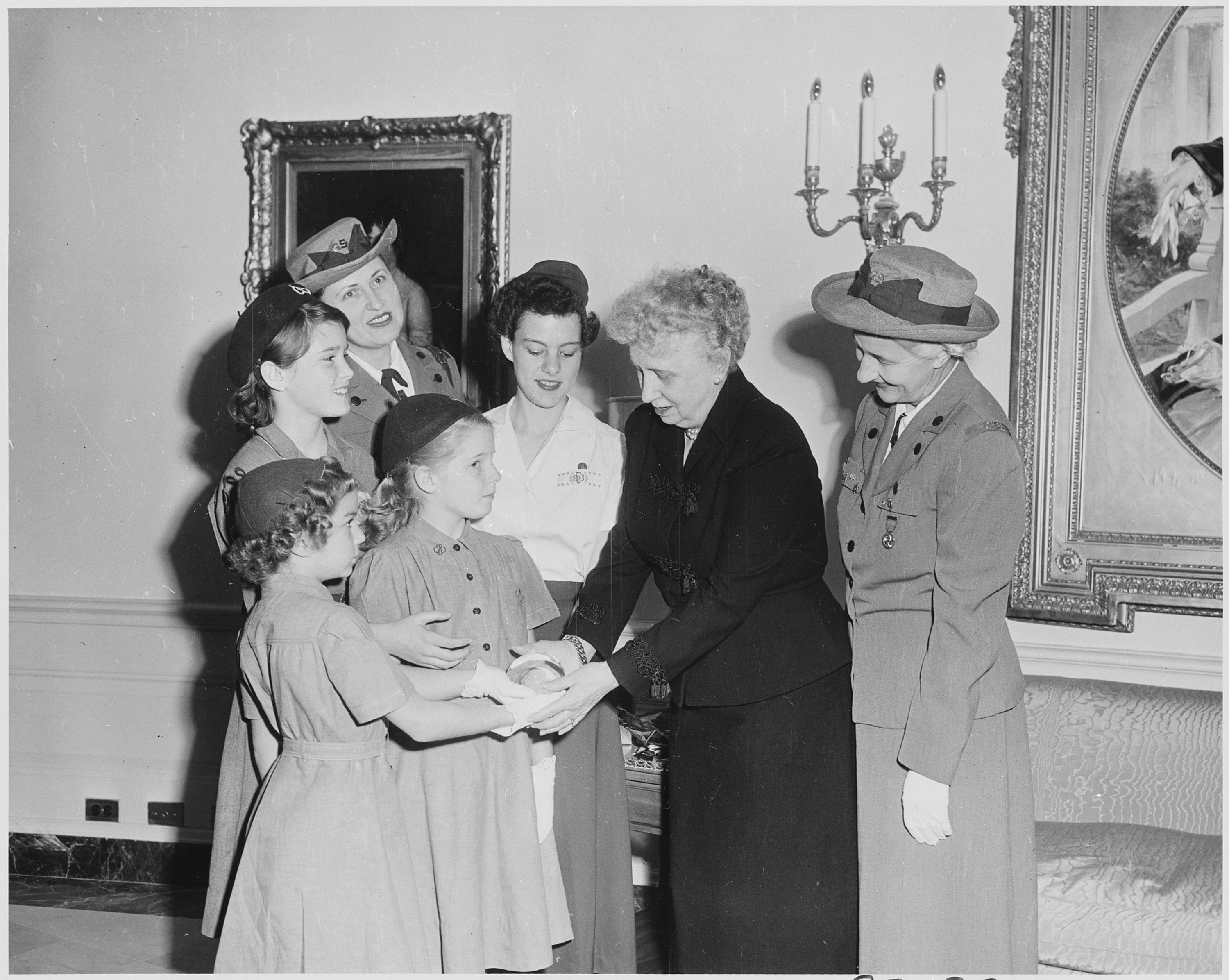
Bess Truman avec les éclaireuses et leurs chefs

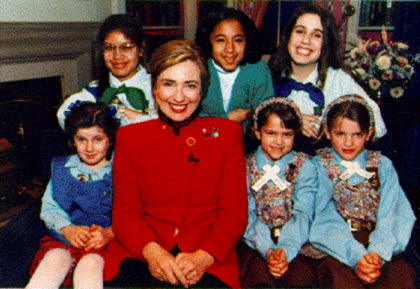
Hillary Clinton posant avec des éclaireuses

Le programme s'adresse à l'origine aux filles âgées de 10 à 18 ans, mais il est ensuite divisé en trois niveaux. Brownies (pour les jeunes filles) est basé sur un programme développé en Angleterre en 1914 et officiellement reconnu au milieu des années 1920. Parallèlement, les filles de plus de 18 ans, ou de plus de 16 ans pour les éclaireuses de première classe, deviennent des éclaireuses seniors. En 1938, les divisions d'âge sont les suivantes : Brownies (de 7 à 9 ans), Intermédiaires (de 10 à 13 ans) et Aînées (de 14 à 18 ans).
En 1965, la structure par âge est réorganisée en Brownies (7 et 8 ans, ou 2e et 3e années), Juniors (9 à 11 ans, ou 4e à 6e année), Cadettes (11 à 14 ans ou 7e à 9e années), et Seniors (de 14 à 18 ans ou de la 10e à la 12e année). Au début des années 1970, le niveau Brownie est étendu aux filles de six ans ou en première année, et le programme Daisy pour les éclaireuses de maternelle ou celles de cinq ans est introduit en 1984. Le programme Daisy est lancé comme un programme pilote appelé Pixies en 1976.
En 2003, le programme Studio 2B pour les éclaireuses de 11 à 17 ans est lancé pour les cadettes et les seniors. Il permet aux éclaireuses de s'appeler par n'importe quel nom de leur choix, y compris, mais sans s'y limiter, Studio 2Bs, Teen Girl Scouts, ou Cadettes et Seniors. Dans le cadre des programmes Studio 2B, les éclaireuses peuvent travailler sur des badges traditionnels ainsi que sur des activités Studio 2B, et les exigences du prix Argent et du prix d'or ont été réécrites pour englober les deux. Les activités du Studio 2B différent des badges de deux manières: chaque livret est axé sur un sujet tel que l'environnementalisme ou la confiance en soi plutôt que sur des compétences pratiques comme pour un badge ; et pour gagner chaque Studio 2B charm , la Girl Scout doit choisir des activités dans le livret, puis atteindre un objectif en rapport avec le sujet du livret. Elle crée son propre plan pour atteindre son objectif, en suivant une procédure de planification de base appelée SMART (spécifique, mesurable, réalisable, réaliste, opportune).
Le 1er octobre 2008, tous les niveaux sont renommés avec la prémisse "Girl Scout" : Girl Scout Brownies au lieu de Brownie Girl Scouts, et tous les niveaux sont uniquement par grade plutôt que par âge ou niveau. Un nouveau niveau, Girl Scout Ambassadors, est créé pour les éclaireuses de 11e et 12e année (entre 16 et 18 ans environ), les Girl Scout Seniors n'étant qu'en neuvième et dixième année (environ entre 14 et 16 ans) et en sixième. Les Girl Scout sont classées du niveau Junior à Cadette pour se conformer aux niveaux scolaires : La sixième année est considérée comme une école intermédiaire plutôt que comme une année primaire. Les nouveaux niveaux sont instaurés dans environ six conseils au printemps 2008 et utilisés à l'échelle nationale après le 1er octobre 2008.
Bien que l'appartenance à une troupe ait toujours été et reste le moyen le plus courant de participer au scoutisme féminin, les jeunes filles qui n'ont pas de troupe locale, ou qui ne souhaitent pas ou n'ont pas le temps de participer aux activités des troupes traditionnelles, peuvent toujours s'inscrire en Girl Scouts individuelles. Les éclaireuses individuelles sont connues dans les premières années du scoutisme féminin comme des éclaireuses solitaires et plus tard comme des Juliettes ; elles participent aux activités de manière indépendante et travaillent individuellement sur des badges et des récompenses. En 2015-2016, le terme Juliette est progressivement supprimé au niveau national, au profit du terme d'éclaireuses indépendantes- Independent Girl Scouts, bien que certains conseils utilisent encore le terme Juliette.
Le programme Campus Girl Scouts permet aux femmes âgées de 18 ans et plus d'être actives dans le scoutisme féminin pendant leurs études universitaires. Campus Girl Scouting est une organisation qui aide à promouvoir et à renforcer la participation étudiante dans la communauté, le conseil local et le campus universitaire par le biais du service.

### Scouts Mariner
Le 20e Conseil national du GSUSA lance le programme Mariner Girl Scout en octobre 1934. Semblable au scoutisme marin des Boy Scouts of America, le programme est conçu pour les éclaireuses plus âgées intéressées par les activités aquatiques en plein air. Fin 1934, 12 navires Mariner sont enregistrés et les deux premiers manuels, Launching a Girl Scout Mariner Ship et Charting the Course of a Girl Scout Mariner Ship, sont publiés. Le programme des Mariner Girl Scout reste actif mais sous une forme plus réduite ; la plupart des jeunes femmes rejoignent plutôt Sea Scouting, qui est mixte depuis 1971.

### Programmes spéciaux
Il existe des programmes pour les jeunes filles dans des situations inhabituelles qui les empêchent de participer au programme standard. Le programme Girl Scouts Beyond Bars aide les filles de mères incarcérées à se connecter avec leur mère et aide les mères à participer aux activités Girl Scout. Un autre programme, Girl Scouting in Detention Centers - le Scoutisme féminin dans les centres de détention, permet aux filles qui se trouvent elles-mêmes dans des centres de détention de participer au scoutisme. D'autres initiatives tentent d'aider les jeunes filles qui vivent des zones rurales ou dans des logements sociaux. Il existe également des programmes pour les filles américaines vivant à l'étranger.

## Structure organisationnelle

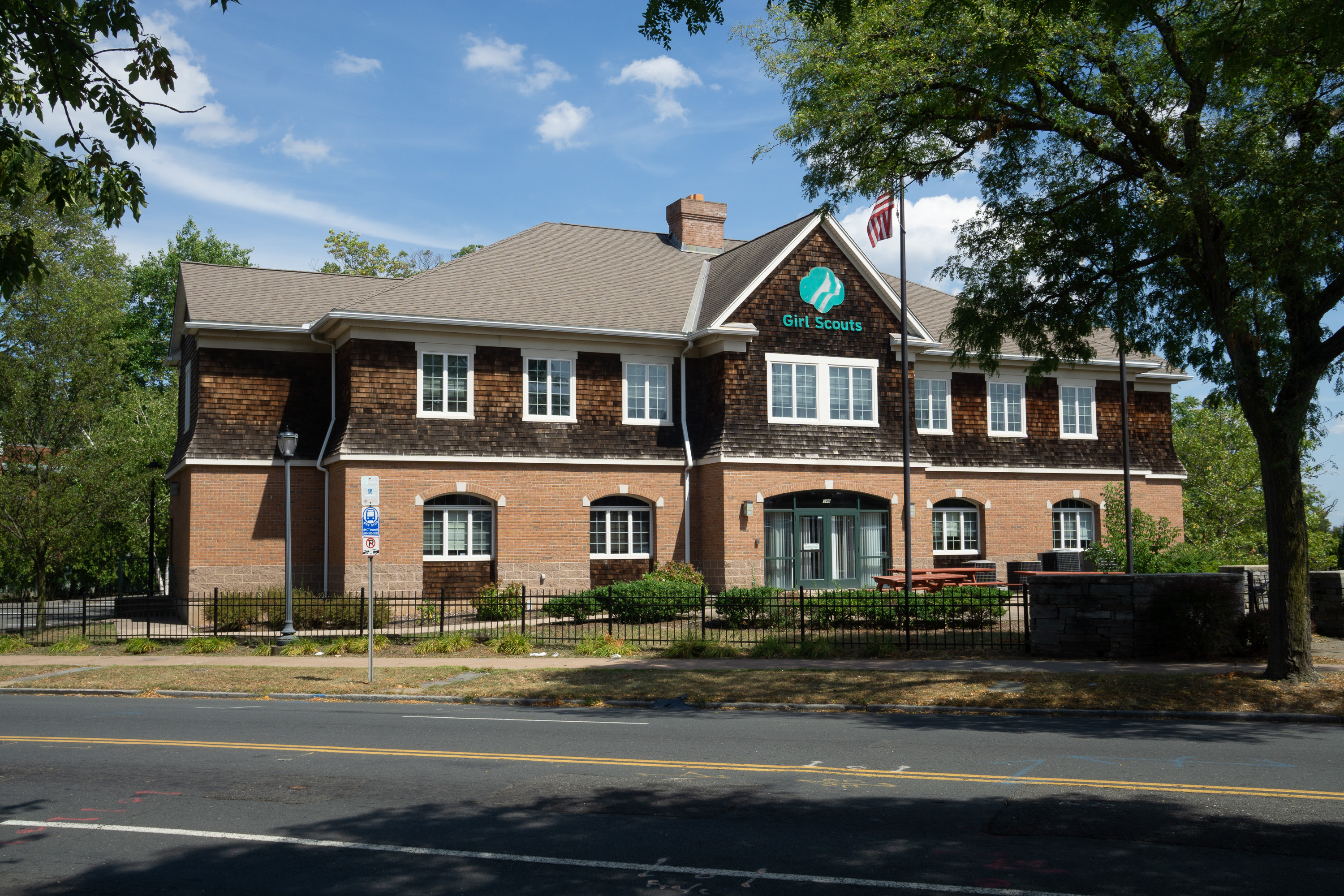
Éclaireuses du Connecticut, Hartford, Connecticut

L'organisation nationale a son siège central à New York. Il est dirigé par une directrice générale et un conseil d'administration national de 40 membres. Judith Batty est actuellement directrice générale par intérim, officiellement nommée en août 2020. La présidente du conseil d'administration national, le plus haut poste de bénévole, est Kathy Hopinkah Hannan,.
En-dessous de l'organisation nationale se trouvent des conseils qui couvrent une grande partie d'un État ou d'une région géographique. Certains conseils possèdent et gèrent des camps pour les troupes dans leur zone de responsabilité. Les conseils sont généralement subdivisés en zones, appelées quartiers, unités de service ou associations (les termes varient), qui sont des zones de prestation de programmes composées de troupes de tous âges dans une zone plus petite, comme une ville.
L'unité de base est la troupe qui peut être parrainée ou ne pas l'être. Contrairement aux organisations à charte des Boy Scouts, les sponsors de la troupe Girl Scout ne sont pas propriétaires de la troupe. La taille des troupes varie de 5 à 30 jeunes éclaireuses ou plus et peut être divisée en plusieurs patrouilles de 8 éclaireuses ou moins.

### Réalignement
En 2004, les Girl Scouts font appel à un consultant pour les aider à « développer une stratégie pour assurer notre succès et notre croissance futures » pour faire face à la baisse du nombre de membres et des revenus, ainsi qu'aux difficultés de subvention des programmes destinés aux filles des quartiers défavorisés. Dans ce cadre, six «équipes de transition» étudient les moyens d'améliorer la structure afin de se préparer à la croissance et au succès futures de l'organisation. Sur les lacunes de gouvernance, l'équipe constate que la consolidation réduit la confusion et permettrait des économies d'échelle. Elle recommande une taille optimale du conseil d'environ 10 000 jeunes filles et femmes. En 2006, il y a 312 conseils régionaux d'éclaireuses, qui possèdent les 236 000 troupes locales et d'autres groupes.
Dans le cadre d'une réorganisation en 2006, le conseil d'administration national regroupe les 312 conseils en 109 conseils.
Ce ne fut pas sans résistance : Le conseil des éclaireuses de Manitou dans le Wisconsin poursuit le GSUSA national devant un tribunal de district fédéral, alléguant une violation de la charte des éclaireuses. Bien que la demande ait été sommairement rejetée sans réserves par le tribunal de district la Cour d'appel des États-Unis pour le septième circuit annule cette décision, déclarant qu'un accord du conseil des éclaireuses « n'était pas différent d'une franchise Dunkin 'Donuts ». La décision de la cour d'appel permet le maintien du statut du conseil de Manitou. En conséquence, il existe 112 conseils d'éclaireuses aux États-Unis.

## Insigne

### Promesse, loi, devise et slogan
Promettre

La promesse de Girl Scout peut être faite en anglais, en espagnol ou en langue des signes américaine avec la même signification.
On my honor, I will try:

To serve God and my country,

To help people at all times,

And to live by the Girl Scout Law.
Sur mon honneur j'essayerai,

De servir Dieu et mon pays,

D'aider les autres en tous temps,

Et de vivre selon la loi des Girl Scouts.
La promesse est souvent récitée lors des réunions de troupe de Girl Scout tout en levant les trois doigts du milieu de la main droite, qui forme le signe Girl Scout. La politique des éclaireuses stipule que l'organisation n'approuve ni ne promeut aucune philosophie ou croyance religieuse particulière. Le mouvement est non sectaire, fondé sur les principes démocratiques américains, dont l'un est la liberté de religion. Dans ce contexte, le mot «Dieu» peut être interprété par chaque éclaireuse en fonction de ses croyances spirituelles individuelles, et les éclaireuses sont libres de substituer le mot conforme à leurs croyances, telles que «Créateur», «ma foi», «Allah», etc.
Le but des éclaireuses est d'aider les membres à poursuivre quatre objectifs: développer leur plein potentiel; établir des relations avec les autres avec compréhension, respect et compétence; développer un ensemble significatif de valeurs pour guider leurs actions et prendre de bonnes décisions; et contribuer à l’amélioration de la société.
Loi
I will do my best to be

honest and fair,

friendly and helpful,

considerate and caring,

courageous and strong, and

responsible for what I say and do,

and to

respect myself and others,

respect authority,

use resources wisely,

make the world a better place, and

be a sister to every Girl Scout.
Je ferai de mon mieux pour rester

honnête et juste,

amicale et serviable,

pleine de considération et d'attention,

courageuse et forte, et

responsable de mes propos et de mes actes,

pour me respecter et respecter les autres,

respecter l'autorité,

utiliser les ressources intelligemment,

faire du monde un meilleur endroit, et

être une soeur pour toute Girl Scout
La loi sur les éclaireuses a été modifiée à plusieurs reprises depuis 1912. La loi d'éclaireuse originale écrite par Juliette Gordon Low était:
La loi des éclaireuses
1. L'honneur d'une éclaireuse est de faire confiance
2. Une éclaireuse est fidèle
3. Le devoir d'une éclaireuse est d'être utile et d'aider les autres
4. Une éclaireuse est une amie pour tous et une sœur pour toutes les autres filles, quelle que soit la classe sociale à laquelle elle appartient
5. Une éclaireuse est courtoise
6. Une éclaireuse reste pure
7. Une éclaireuse est l'amie des animaux
8. Une éclaireuse obéit aux ordres
9. Une éclaireuse est joyeuse
10. Une éclaireuse est économe

Devise
Soyez prêtes.
Slogan
Faites une bonne action tous les jours,.

### Uniformes

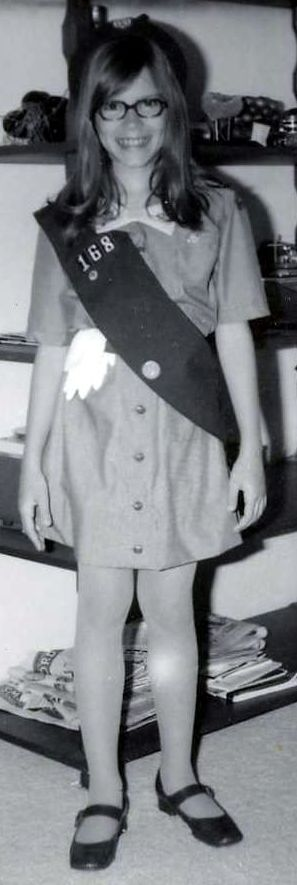
Girl Scout en uniforme, 1973

Pour les éclaireuses âgées de 5 à 14 ans, le look unificateur comprend le choix d'une tunique, d'un gilet, d'une écharpe pour afficher les pin's ou épinglettes et les récompenses officielles, ainsi que leurs propres chemises blanches unies et pantalons ou jupes kaki. Les éclaireuses du lycée peuvent également porter un foulard qui rappelle la fraternité des éclaireuses du monde entier. Pour les adultes, l'uniforme est une écharpe ou une cravate officielle Girl Scout pour hommes, portée avec les épinglettes officielles, combinée à leur propre tenue de travail bleu marine. Les éclaireuses aux niveaux Daisy et Brownie ont toujours un ensemble complet d'uniforme disponible.
Les uniformes des éclaireuses ont considérablement changé au fil des ans, passant du bleu marine d'origine en 1912, au kaki en 1914, au vert familier en passant par des uniformes désignant chaque niveau d'âge du scoutisme féminin. Depuis 2008, les éclaireuses de chaque niveau ont un élément requis (tunique, écharpe ou gilet) pour l'affichage des épinglettes et récompenses officielles lorsqu'elles participent à des cérémonies ou représentent officiellement le mouvement des éclaireuses.
Pour tous les niveaux, les récompenses gagnées vont sur le devant du gilet ou de la ceinture après les placements officiels. Des patchs amusants peuvent être affichés à l'arrière d'un gilet ou d'une ceinture. Les Daisies peuvent choisir un gilet bleu ou une blouse avec un uniforme complet ou une chemise blanche et un pantalon et une jupe kaki. Elles ont leur propre broche Daisy et un choix d'accessoires. Les Brownies peuvent choisir une veste ou une ceinture marron traditionnelle à porter avec la broche historique des Brownies et d'autres pièces d'uniformes ou une chemise blanche et un pantalon ou une jupe kaki. Les Juniors portent leur veste ou ceinture officielle pour afficher les insignes, y compris les récompenses, associés à une chemise blanche et un pantalon ou une jupe kaki. Les cadettes scoutes, les seniors et les ambassadrices peuvent choisir une ceinture ou une veste kaki pour aller avec un pantalon ou une jupe kaki et une chemise blanche.
L'uniforme des adultes a également changé, les femmes et les hommes inscrits portent une tenue d'affaires bleu marine venant de leur garde-robe habituelle. Des pulls officiels et une écharpe avec insigne sont également disponibles pour les femmes, tandis que les hommes ont la possibilité de porter une cravate officielle,.

### Logos
L'emblème conçu par Juliette Low était le seul emblème utilisé pour les pins Girl Scout jusqu'en 1980. Lors de la convention nationale de la GSUSA en 1978, l'utilisation de deux logos est votée, permettant aux éclaireuses de choisir celui qu'elles veulent porter, pour les juniors et plus.
Le logo actuel des Girl Scouts of the USA est une actualisation du logo original basé sur la conception de Saul Bass en 1978,, graphiste connu pour ses designs de titres de films et la conception de divers autres logos bien connus. En 2010, les styles de cheveux et de visage ont été mis à jour par Jennifer Kinon et Bobby C. Martin Jr. de The Original Champions of Design,.

## Activités et programmes
L'une des attractions qui existe depuis les débuts des éclaireuses est le camping et les nombreuses activités de plein air telles que le canoë ou la randonnée avec les troupes. Les troupes effectuent des projets tels que la tenue de cérémonies de drapeau, la collecte de nourriture, la visite de maisons de retraite, les chants de Noël ou d'autres services communautaires. Elles peuvent également organiser des voyages prolongés aux États-Unis ou même dans d'autres pays et des événements culturels ou d'apprentissage tels que des cours de secourisme ou du théâtre. L'activité la plus connue du grand public est peut-être la vente annuelle de Girl Scout Cookies, lancée en 1917 pour gagner de l'argent pour les conseils et les troupes.

### Girl Scouts et STIM
Au cours des dernières années, les éclaireuses ont incorporé des programmes et des badges liés aux STIM afin d'encourager l'intérêt pour les sciences, technologies, ingénierie et mathématiques. De 2005 à 2007, plus de 8,6 millions de badges liés aux STIM ont été vendus. Les premiers badges Girl Scout liés aux STIM remontent aux badges d'électricien et de voyageurs de 1913. Les premiers badges informatiques sont apparus dans les années 1980. En 2001, le Girl Scout Research Institute publie un rapport de 36 pages sur la nécessité d'encourager davantage les filles dans le domaine de la technologie. Une poussée encore plus grande pour les programmes STIM vient d'une étude réalisée en 2012 par le Girl Scout Research Institute qui rapporte que 74% des adolescentes sont intéressées par des cours sur ces sujets alors que seulement 25% des emplois dans l'industrie STIM sont occupés par des femmes. Les efforts récents pour encourager l'intérêt dans les domaines STEM parmi les éclaireuses incluent des partenariats avec des entreprises comme la NASA, AT&T, et Lockheed Martin. La NASA a spécifiquement jumelé les éclaireuses à l'Institut SETI pour créer un programme d'éducation spatiale de 5 ans intitulé «Atteindre les étoiles: la science de la NASA pour les éclaireuses».  
Girl Scouts a actuellement trente-six badges dans la catégorie STIM. Les catégories de badges Naturaliste, Art numérique, Science et technologie, Innovation et compétence financière sont toutes répertoriées sur le site Web en tant que catégories de badges pouvant être liées aux leçons et projets STIM. En 2020, Girl Scouts annonce l'ajout de 24 nouveaux badges dans les domaines des STIM, de l'entrepreneuriat et du leadership.
| Niveau d'âge | Noms des badges |
| ------------ | --- |
| Daisy        | Défi de conception de jeux de société, conception d'un robot, comment les robots se déplacent, défi de conception de voitures miniatures, défi de conception de montagnes russes, ce que font les robots                                                       |
| Brownie      | Bugs, Experte en informatique, Conception de robots, Défi de conception d'avion en papier, scientifique domestique, Inventeuse, conception de robot à ressort, Création de jeux, * Programmation de robots, Race Car Design Challenge, Présentation de robots, |
| Junior       | Habitats animaux, Conception de robots, Détective, Photographe numérique, Technologie du divertissement, Programmation de robots, Présentation de robots |
| Cadette      | Cinéaste numérique, Netiquette, Agente spéciale, Menuisière |
| Sénior       | Visionnaire du jeu, science du style, ciel, innovatrice sociale, chercheuse de vérité, conceptrice de site Web, |
| Ambassadeur  | * Photographe, * Eau |

En juin 2017, Girl Scout annonce un partenariat avec Palo Alto Networks pour créer 18 badges de cybersécurité d'ici septembre 2018.

## Convention internationale
Tous les trois ans, Girl Scouts organise une convention internationale, avec un vote sur les politiques et les procédures, ainsi que des conférenciers invités et des activités et événements pour plus de 10 000 Girl Scouts, actuelles et anciennes. En 2020 elle a lieu à Orlando, en Floride.

### Destinations
Autrefois appelées «Wider opportunities» ou opérations plus larges, les destinations sont des occasions de voyage pour les éclaireuses plus âgées aux États-Unis et dans d'autres pays. Les destinations sont principalement internationales, en plein air, scientifiques, axées sur les personnes ou l'apprentissage, comme le kayak en Alaska, ou orientées vers la carrière, comme apprendre à travailler pour la NASA.
Une destination peut être un voyage vers l'un des Centres mondiaux de l'AMGE:
- Our Cabaña à Cuernavaca, Mexique
- Notre chalet à Adelboden, Suisse
- Pax Lodge à Londres, Angleterre
- Centre mondial de Sangam à Pune, Inde [61]

## Traditions
Les éclaireuses des États-Unis ont de nombreuses coutumes et traditions: le camping, le service communautaire, le chant et la collecte d'argent pour soutenir leurs activités. La poignée de main des éclaireuses et le signal du silence des éclaireuses sont également partagés par les organisations membres de l'AMGE.Il faut également compter le cercle d'amitié avec «la pression», la confection de bandanas et de coussins waterproofs à la maison pour les campings et le système de jumelage.
La «passerelle» est le processus de passage d'un niveau à un autre. Les ponts sont généralement effectués au niveau des troupes, bien que des ponts de zone soient souvent organisés. Les éclaireuses traversent un pont pour atteindre leur nouveau niveau et sont accueillies par la poignée de main des éclaireuses. Une cérémonie de transition notable a lieu à San Francisco, alors que les Juniors font le pont vers les Cadettes sur le Golden Gate Bridge .
La Journée mondiale de la Pensée et "Girl Scouts' Own" sont des traditions à travers le monde du scoutisme féminin. La Journée mondiale de la pensée a lieu chaque année depuis 1926 le 22 février, anniversaire de Robert Baden-Powell et d'Olave Baden-Powell. Lors de cette journée, les éclaireuses et guides du monde entier pensent à leurs sœurs dans d'autres pays; les conseils ou les unités de services locales (associations) organisent une célébration autour de ce jour, au cours de laquelle chaque troupe participante donne une présentation de la culture et des coutumes d'un pays choisi par la troupe. De nombreuses éclaireuses en Amérique célèbrent l'anniversaire de Juliette Gordon Low le 31 octobre, jour de la fondatrice. C'est souvent l'occasion de se déguiser en costumes d'Halloween et de servir un gâteau d'anniversaire.
Un «Girl Scouts' Own» est une cérémonie spéciale qui exprime l'esprit du scoutisme féminin, les éclaireuses réfléchissant à leurs sentiments à propos du scoutisme féminin et du monde qui les entoure. Le "Girl Scouts' Own" n'a pas toujours de thème. C'est un temps solennel donné aux éclaireuses pour créer un moment qui leur est propre. Il peut être organisé à tout moment et concerner la troupe ou être organisé lors de tout rassemblement inter-troupe.

## Badges et autres récompenses
Tous les niveaux de Girl Scouts peuvent gagner des badges. Chaque niveau a des badges spécifiques qui peuvent être gagnés. Les Daisies gagnent des badges en forme de fleurs. Les Brownies gagnent des badges en forme de triangles. Les Juniors gagnent des badges en forme de cercles. Les Cadettes gagnent des badges en forme de diamants. Les Seniors gagnent des badges en forme de rectangles. Les Ambassadrices gagnent des badges en forme de carrés.
Les badges et récompenses gagnés sont portés sur le devant du gilet ou de l'écharpe d'une éclaireuse. Des patchs amusants sont portés à l'arrière du gilet. Les daisies portent des gilets bleus. Les brownies portent des gilets marron. Les juniors portent des gilets verts. Les cadettes, les seniors et les ambassadrices portent des gilets kaki. Pour les cadettes, les seniors et les ambassadrices, une éclaireuse peut choisir de porter le même gilet kaki pour les trois niveaux. Les éclaireuses actives, qui gagnent beaucoup de badges, peuvent opter pour un nouveau gilet kaki lorsqu'elles changent de niveau afin d'avoir plus d'espace pour afficher leurs récompenses.

### Insignes de renforcement des compétences
| Catégories de bages            | Daisy                                  | Brownie                                 | Junior                                | Cadette                          | Senior                          | Ambassadrice                    |
| ------------------------------ | -------------------------------------- | --------------------------------------- | ------------------------------------- | -------------------------------- | ------------------------------- | ------------------------------- |
| Loi et promesse                | Centre Marguerite et pétales           | Scoute brownie                          | Scoute junior                         | Scoute Cadette                   | Scoute Senior                   | Scoute Ambassadrice             |
| Vente de cookies               | Décompte                               | Rencontre avec les clients              | Pdg des cookies                       | Business Plan                    | Mon Portfolio                   | Recherche et développement      |
| Vente de cookies               | Promotion                              | Rendre la pareille                      | Du point de vue des consommateurs     | Marketing                        | Fidelisation des consommateurs  | P&L                             |
| Vente de cookies               |                                        |                                         | Penser grand                          |                                  |                                 |                                 |
| Compétences                    | Compter l'argent                       | Gérer l'argent                          | Posséder une affaire                  | Budgeter                         | Financer l'avenir               | Par moi-même                    |
| Compétences                    | Faire des choix                        | Philanthrope                            | Faire des achats                      | Comparer les achats              | Acheter du pouvoir              | Faire de bons crédits           |
| Compétences                    |                                        |                                         | Financer mes rêves                    |                                  |                                 |                                 |
| Camping                        | Bébé campeuse                          | Cabin Campeuse                          | Eco Campeuse                          | Campeuse primitive               | Campeuse aventureuse            | Campeuse survivaliste           |
| Citoyenneté                    | Bonne voisine                          | Célébrer la communauté                  | Au sein du gouvernement               | Trouver des bases communes       | Derrière le vote                | doctrine publique               |
| Ingénierie mécanique           | Défi voiture                           | Défi course de voiture                  | Défi voiture ballon                   |                                  |                                 |                                 |
| Ingénierie mécanique           | Défi de conception de montagnes russes | Défi de conception d'avions en papier   | Défi de conception de grues           |                                  |                                 |                                 |
| Ingénierie mécanique           | Défi de conception de jeux de société  | Défi de conception de robots à ressorts | Défi de conception de pédalos         |                                  |                                 |                                 |
| Activités extérieures          | Activités extérieures                  | Créations d'activités extérieures       | Explorations d'activités extérieures  | Apprentie en art extérieur       | Experte en art extérieur        | Maître en art extérieur         |
| Activités extérieures          |                                        | Aventurière de plein air                | Monte à cheval                        | Tir à l'arc                      | Pagaye                          | Défi récréatif ultime           |
| Activités extérieures          | Amie campeuse                          | Promeneuse                              | Campeuse                              | Pionnière                        | Aventurière                     |                                 |
| Activités extérieures          | Neige ou escalade                      | Neige ou escalade                       | Neige ou escalade                     | Neige ou escalade                | Neige ou escalade               | Neige ou escalade               |
| Activités extérieures          | Randonnée                              | Randonnée                               | Randonnée                             | Randonnée                        | Randonnée                       | Randonnée                       |
| Robotique                      | Ce que font les robots                 | Programmation robotique                 | Programmation robotique               | Programmation robotique          | Programmation robotique         | Programmation robotique         |
| Robotique                      | Comment les robots bougent             | Conception de robots                    | Conception de robots                  | Conception de robots             | Conception de robots            | Conception de robots            |
| Robotique                      | Conception de robots                   | Présentation des robots                 | Présentation des robots               | Présentation des robots          | Présentation des robots         | Présentation des robots         |
| Sciences de l'espace           | Exploratrice des sciences spatiales    | Aventurière des sciences spatiales      | Investigatrice des sciences spatiales | Chercheuse en sciences spatiales | Experte des sciences spatiales  | Maître des sciences spatiales   |
| Cybersécurité                  | Bases de la cybersécurité              | Bases de la cybersécurité               | Bases de la cybersécurité             | Bases de la cybersécurité        | Bases de la cybersécurité       | Bases de la cybersécurité       |
| Cybersécurité                  | Garantes de cybersécurité              | Garantes de cybersécurité               | Garantes de cybersécurité             | Garantes de cybersécurité        | Garantes de cybersécurité       | Garantes de cybersécurité       |
| Cybersécurité                  | Investigatrice de cybersécurité        | Investigatrice de cybersécurité         | Investigatrice de cybersécurité       | Investigatrice de cybersécurité  | Investigatrice de cybersécurité | Investigatrice de cybersécurité |
| Codage                         | Bases du codage                        | Bases du codage                         | Bases du codage                       | Bases du codage                  | Bases du codage                 | Bases du codage                 |
| Codage                         | Conception de jeux numériques          | Conception de jeux numériques           | Conception de jeux numériques         | Conception de jeux numériques    | Conception de jeux numériques   | Conception de jeux numériques   |
| Codage                         | Développement d'application            | Développement d'application             | Développement d'application           | Développement d'application      | Développement d'application     | Développement d'application     |
| Compétences environnementales  | Apprenti écologiste                    | Amie de l'écologie                      | Campeuse écologique                   | Trekker écologiste               | Exploratrice écologiste         | Avocate écologique              |
| Aventure                       |                                        | Boite aux lettres                       | Géocacheuse                           | Hibou de nuit                    | Voyageuse                       |                                 |
| Animaux                        |                                        | Animaux de compagnie                    | Habitude des animaux                  | Soutien des animaux              | Voix pour les animaux           |                                 |
| Qualités artistiques           |                                        | Peinture                                | Dessin                                | artiste comique                  | Collage                         | Photographe                     |
| Athlétisme                     |                                        | Fair Play                               | Pratique avec un but                  | Bon esprit sportif               | Cross-Training                  | Coaching                        |
| Préparation au lycée (college) |                                        |                                         |                                       |                                  |                                 | Connaissance du lycée (college) |
| Artisanat                      |                                        | potière                                 | bijoutière                            | Artiste du livre                 | Artiste du textile              |                                 |
| Jeux créatifs                  |                                        | Création de jeux                        | Joue du passé                         | Journée sur le terrain           | Visionnaire dans le jeu         |                                 |
| Arts digitaux                  |                                        | Experte en ordinateur                   | Photographe digitale                  | Réalisatrice de vidéos           | conceptrice de site internet    |                                 |
| Do It Yourself                 |                                        | Elfe de maison                          | Jardinière                            | Menuisière                       | Décoratrice d'intérieure        |                                 |
| Premiers soins                 |                                        | Premiers soins Brownie                  | Premiers soins junior                 | Premiers soins cadette           | Premiers soins senior           | Premiers soins ambassadrice     |
| Cuisine                        |                                        | Snacks                                  | plats simples                         | nouvelle cuisine                 | Locavore                        | soirée dinatoire                |
| Vie saine                      |                                        | Le meilleur de toi-même                 | Rester en forme                       | Manger pour toi                  | Santé féminine                  |                                 |
| Innovation                     |                                        | Inventeuse                              | Coneptrice de produits                | Entrepreneuse                    | Innovatrice sociale             |                                 |
| Investigations                 |                                        | Intuitions                              | Détective                             | Agent spéciale                   | chercheuse de vérité            |                                 |
| Bonnes manières                |                                        | Se faire des amis                       | Papillon social                       | Netiquette                       | Business Etiquette              |                                 |
| Naturaliste                    |                                        | Mouches                                 | Fleurs                                | Arbres                           | Ciel                            | Eau                             |
| Performance scénique           |                                        | Danseuse                                | Musicienne                            | Oratrice publique                | Performeuse                     |                                 |
| Compétences pratiques          |                                        | Ma super journée                        | Indépendance                          | Babysitter                       | Entretien de la voiture         |                                 |
| Science et Technologies        |                                        | Scientifique maison                     | Technologies du divertissement        | Science du bonheur               | Science du style                |                                 |
| Conteuse d'histoires           |                                        | Mon histoire de famille                 | Scribe                                | Autrice                          | Romancière                      |                                 |
| Meneuse d'équipe               |                                        |                                         |                                       | Meneuse en action (wow)          |                                 |                                 |
| Meneuse d'équipe               |                                        |                                         | Meneuse en action (quête)             |                                  |                                 |                                 |
| Meneuse d'équipe               |                                        |                                         | Meneuse en action (monde)             |                                  |                                 |                                 |
| Meneuse d'équipe               |                                        |                                         | Meneuse en action                     |                                  |                                 |                                 |

### Prix de parcours
Chaque niveau du scoutisme féminin a plusieurs programmes de parcours. Un parcours est une série de leçons sur un sujet particulier composé de plusieurs parties, chacune devant être gagnée pour qu'il soit complet. Une éclaireuse qui termine trois parcours au même niveau gagne une épingle du sommet. Avant de commencer à travailler sur un projet de prix Bronze, Argent ou Or, une éclaireuse doit terminer un parcours à son niveau. Une éclaireuse qui n'a pas gagné son prix Argent doit terminer deux parcours à son niveau actuel, au lieu d'un, pour travailler sur son prix Or.
| Daisy                                         | Brownie                                | Juniors                                | Cadettes                               | Seniors                                | Ambassadrices                          |
| --------------------------------------------- | -------------------------------------- | -------------------------------------- | -------------------------------------- | -------------------------------------- | -------------------------------------- |
| Bienvenue au jardin de fleurs des marguerites | Quête brownie                          | Agent du changement                    | aMAZE!                                 | GIRLtopia                              | Ta voix, ton monde                     |
| Entre ciel et terre                           | Wow! Merveilles de l'eau               | Bouge !                                | Respire                                | Sow What?                              | Justice                                |
| Trois encouragements pour les animaux         | Un monde de filles                     | aMUSE                                  | MEdia                                  | MISSION: SORORITE !                    | Félicité : Vivez- là ! Donnez-là !     |
| Journée d'ingénierie                          | Pense comme une ingénieure             | Pense comme une ingénieure             | Pense comme une ingénieure             | Pense comme une ingénieure             | Pense comme une ingénieure             |
| Parcours des sciences informatiques           | Pense comme une programmeuse           | Pense comme une programmeuse           | Pense comme une programmeuse           | Pense comme une programmeuse           | Pense comme une programmeuse           |
| Parcours STIM                                 | Pense comme une citoyenne scientifique | Pense comme une citoyenne scientifique | Pense comme une citoyenne scientifique | Pense comme une citoyenne scientifique | Pense comme une citoyenne scientifique |
| Journée extérieure                            | Journée extérieure                     | Journée extérieure                     | Journée extérieure                     | Journée extérieure                     | Journée extérieure                     |

### Récompenses supplémentaires
Les éclaireuses peuvent gagner d'autres récompenses, généralement représentées par les pin's ou épinglettes. Certains de ces prix sont : torche de leadership, barre de service communautaire, barre de service au scoutisme féminin, croix de bronze, médaille d'honneur, pin's de fabrication de cookies, pin's de sécurité, pin's de ma promesse ma foi, conseiller en formation I et II, bénévole en formation, Prix de la Journée mondiale de la Pensée et Prix de l'action mondiale.
Les éclaireuses peuvent également gagner et afficher sur leurs uniformes des récompenses d'organisations extérieures, telles que les emblèmes d'organisations religieuses ou le Prix du président pour le bénévolat .

### Prix les plus élevés
La plus haute réalisation en scoutisme féminin est la récompense d'or des éclaireuses, qui ne peut être gagnée que par les aînées et ambassadrices scoutes. Le prix le plus élevé pour les cadettes éclaireuses est le prix Argent et le prix bronze est le prix le plus élevé pour les éclaireuses juniors. Ces récompenses nécessitent des projets de service à grande échelle faisant preuve de leadership ainsi que des heures de service.
Le prix d'or est la plus haute distinction qu'une éclaireuse puisse gagner. Ce prix peut être gagné par des aînées scoutes et des ambassadrices scoutes féminines. Ce prix prestigieux récompense le dévouement et l'engagement d'une éclaireuse envers le scoutisme féminin et sa communauté. Gagner le prix d'or nécessite un travail acharné et une volonté d'assumer des responsabilités importantes. Pour beaucoup, les compétences en leadership et en organisation, ainsi que le sens de la communauté et de l'engagement qui découlent de l'obtention du prix d'or représentent les fondements d'une vie de citoyenneté active. Le projet prix d'or dure au moins 80 heures.
Le prix Argent, la plus haute distinction qu'une cadette scoute puisse gagner, donne aux éclaireuses la chance de faire de grandes choses et d'améliorer leur communauté. Le prix Argent emmène les participants à travers un processus en sept étapes: identifier un problème, constituer une équipe Girl Scout prix Argent, explorer les besoins de la communauté, choisir un projet, développer le projet, élaborer un plan et le mettre en œuvre. Le projet prix Argent dure au moins 50 heures.
Le prix de bronze, la plus haute distinction qu'une Junior puisse gagner, exige que les éclaireuses acquièrent les compétences de leadership et de planification nécessaires pour mener à bien un projet qui a un impact positif sur la communauté. Travailler pour ce prix démontre l'engagement d'une éclaireuse à aider les autres, à améliorer sa communauté et le monde, et à donner le meilleur d'elle-même. Le projet du prix de bronze prend au moins 20 heures.

### Reconnaissance des adultes
Il existe également des prix GS pour les adultes, notamment: Bénévole exceptionnelle, Leader exceptionnelle, pin's d'appréciation, pin's d'honneur, badge Merci et badge Merci II. La bénévole exceptionnelle est récompensée pour ses services exceptionnels en tant que bénévole éclaireuse, autrement que comme leader. La Leader exceptionnelle est récompensée pour ses services exceptionnels en tant que dirigeante. Le pin's d'appréciation est décerné pour une performance exceptionnelle au-delà des attentes. L'épinglette d'honneur reconnaît un membre adulte qui a fourni un service exceptionnel au-delà des attentes dans au moins deux régions géographiques, unités de service ou auditoires de prestation de programmes d'une manière qui contribue aux objectifs du conseil. L'insigne de remerciement reconnaît le service exceptionnel d'un Conseil dans son ensemble ou du Mouvement des éclaireuses dans son ensemble. Différents conseils utilisent une terminologie différente pour les régions au sein de leur conseil. Le badge de remerciement II est décerné lorsque la récipiendaire a reçu le badge de remerciement et que le service mérite une reconnaissance supplémentaire. Une mise en candidature, deux approbations et un examen des formulaires sont le minimum requis pour chacun de ces prix.

## Effet sur la vie américaine
Parmi les nombreuses éclaireuses américaines célèbres, on trouve Dakota Fanning, Lucille Ball, Katie Couric et Elizabeth Dole. De nombreuses éclaireuses sont devenues des leaders couronnées de succès dans de nombreux domaines professionnels tels que le droit, la médecine, la politique, le journalisme et la science telles que Lou Henry Hoover, première dame qui a été présidente d'honneur de GSUSA. Lou Henry Hoover fut également présidente des Girl Scouts de 1922 à 1925 et présidente du conseil d'administration national de 1925 à 1928.
Pendant la Première Guerre mondiale et la Seconde Guerre mondiale, les éclaireuses impliquées dans les scouts ont aidé les forces alliées en vendant des obligations de défense, en cultivant des jardins de la victoire et en collectant des déchets de graisse et de ferraille. Les éclaireuses diffusent également leurs valeurs dans leurs communautés par le biais de projets de service communautaire tels que des soupes populaires et des collectes de nourriture.
Plus de vingt astronautes de carrière de la NASA sont d'anciennes éclaireuses. La première femme américaine à sortir dans l'espace était une ancienne éclaireuse, le Dr Kathryn Sullivan.

### La fille américaine
De 1917 à 1979, Girl Scout publie un magazine, à l'origine appelé The Rally (1917–1920) puis The American Girl, «The» étant plus tard abandonné (mais à ne pas confondre avec le magazine American Girl). La diffusion dépasse les 200 000 exemplaires dans les années 40, et atteint jusqu'à 510 000 exemplaires par mois en 1949. À cette époque, le populaire Seventeen compte 2,5 millions de lecteurs.

### Girl Scout Senior Roundups
Des rassemblements internationaux d'éclaireuses nommés Senior Roundups ont lieu tous les trois ans de 1956 à 1965:
- Milford, Michigan (1956) fréquenté par 5000 filles
- Colorado Springs, Colorado, du 3 juillet 1959 au 12 juillet 1959, avec 10 000 filles
- Button Bay, Vermont du 18 juillet 1962 au 31 juillet 1962, avec 9000 filles
- Réserve de Farragut, Idaho, du 17 juillet 1965 au 26 juillet 1965, avec 12 000 filles

## Problèmes

### Religion

#### Fondation non sectaire
Lorsque les Girl Scouts sont organisés pour la première fois, l'organisation indique être «non sectaire dans la pratique et la théorie». Au début des années 1920, des unités d'éclaireuses catholiques sont fondées à New York, Philadelphie, Washington et d'autres villes. Dans les années 1920, environ 2 000 éclaireuses sont catholiques. Depuis sa fondation en 1912, il y a eu des dirigeants et des scouts juifs.

#### «Servir Dieu» dans la promesse
Depuis 1993, les éclaireuses peuvent substituer quelque chose d'approprié à leurs propres croyances à l'expression «Servir Dieu» dans la promesse des éclaireuses. Cette option apparaît dans les directives distribuées aux adultes bénévoles mais pas dans les manuels des filles. La documentation officielle des volontaires contient cette note:

« Les éclaireuses des États-Unis ne tentent pas de définir ou d'interpréter le mot «Dieu» dans la promesse des éclaireuses. Il attend des membres individuels pour établir par eux-mêmes la nature de leurs croyances spirituelles. Lorsqu'ils font la promesse des éclaireuses, les individus peuvent remplacer le mot «Dieu» par une formulation appropriée à leurs propres croyances spirituelles. »

Cette note ou une variante plus courte apparaît également fréquemment sur les pages Web des conseils locaux,.
Il est rappelé aux volontaires « d'être sensibles aux croyances spirituelles des éclaireuses de votre groupe et de s'assurer que tout le monde dans le groupe se sente à l'aise et inclus dans le scoutisme féminin » et de se sentir libre de partager cette doctrine avec les familles des éclaireuses.
Le changement de doctrine a été motivé par des tentatives pour être plus inclusif mais également des poursuites judiciaires. Des parents athées ont poursuivi les Boy Scouts of America en 1991 pour avoir refusé à leurs fils d'être membre des Cub Scouts. Le Totem Girl Scout Council de Seattle a tenté de modifier la promesse des éclaireuses pour faire mention d'un «Dieu» facultatif, ce qui inclurait davantage les éclaireuses amérindiennes non théistes locales et d'Asie du Sud-Est. L'organisation nationale a estimé que cela ne pouvait pas être changé localement, le conseil de Seattle a donc préconisé que le changement soit adopté à l'échelle nationale. En novembre 1992, les parents de Nitzya Cuevas-Macias ont intenté une action en justice pour que leur fille soit autorisée à participer aux Girl Scout, même si elle refusait de promettre de servir Dieu,.
Le 23 octobre 1993, à la convention nationale annuelle des Éclaireuses des États-Unis, les délégués ont voté à 1 560 «oui» contre 375 «non», pour permettre à chacune de substituer un autre mot ou une autre expression à «Dieu» dans la promesse. La convention a donné cette explication :
« For some individuals, the word "God", no matter how broadly interpreted, does not appropriately reflect their spiritual beliefs. Since the belief in a spiritual principle is fundamental to Girl Scouting, not the word used to define that belief, it is important that individuals have the opportunity to express that belief in wording meaningful to them. It is essential to maintain the spiritual foundation of Girl Scouting, yet be inclusive of the full range of spiritual beliefs. This [policy change] does not take the word "God" out of the Girl Scout Promise. It gives those individuals who wish to do so the option to state their commitment to the spiritual concepts fundamental to the Movement with a word or words more appropriate to their own beliefs. For instance, an individual may say "my faith" or "Allah" or "the Creator". »
« Pour certaines personnes, le mot «Dieu», quelle que soit son interprétation large, ne reflète pas correctement leurs croyances spirituelles. Étant donné que la croyance en un principe spirituel est fondamentale pour le scoutisme féminin, et non le mot utilisé pour définir cette croyance, il est important que les individus aient la possibilité d'exprimer cette croyance dans des termes significatifs pour eux. Il est essentiel de maintenir le fondement spirituel du scoutisme féminin, tout en incluant toute la gamme des croyances spirituelles. Ce changement de doctrine ne supprime pas le mot «Dieu» de la promesse des éclaireuses. Il donne aux individus qui le souhaitent la possibilité de déclarer leur engagement envers les concepts spirituels fondamentaux du Mouvement avec un ou des mots plus appropriés à leurs propres croyances. Par exemple, un individu peut dire "ma foi" ou "Allah" ou "le Créateur". »
Ce changement de doctrine règle le procès Cuevas-Macias.
Certains considèrent que les éclaireuses des États-Unis ne sont pas allées assez loin pour ouvrir le scoutisme aux non-théistes ; d'autres qu'ils sont allés trop loin dans la suppression de Dieu ou qu'ils violent la constitution de l' AMGE. En 2017, certains parents trouvent les aspects religieux perçus des éclaireuses comme une raison suffisante pour ne pas inscrire leurs filles à participer. La constitution de l'AMGE exige des sociétés membres qu'elles maintiennent des normes d'adhésion pour inclure une promesse similaire à celle établie par Baden-Powell, qui inclut le concept de devoir envers Dieu,,. La politique de GSUSA adoptée en 1993 conduit à la formation en 1995 d'une organisation alternative, les American Heritage Girls, qui n'accepte que les dirigeants et les organisations de charte qui sont d'accord avec une déclaration de foi chrétienne spécifique. L'organisation compte un peu plus de 5 000 membres en 2006. Selon l'organisation, le nombre de membres en 2017 est supérieur à 43 000.

#### Prière lors des réunions
La politique officielle des éclaireuses n'interdit ni n'exige la prière.
« The Girl Scout organization does not endorse or promote any particular philosophy or religious belief. Our movement is secular and is founded on American democratic principles, one of which is freedom of religion. »
« L'organisation Girl Scout ne soutient ni ne promeut aucune philosophie ou croyance religieuse particulière. Notre mouvement est laïque et fondé sur les principes démocratiques américains, parmi lesquels la liberté de religion. »

#### Broche religieuse
Girl Scouts of the USA a une épinglette facultative «Ma promesse, ma foi» que les éclaireuses de tous les niveaux peuvent gagner. Les éclaireuses peuvent également participer à des programmes de reconnaissance religieuse et porter l'emblème qui en résulte sur leur uniforme; cependant, ceux-ci sont créés et administrés par les organisations religieuses et non par les éclaireuses directement.

### Sexualité et genre
Les éclaireuses des États-Unis déclarent dans une lettre d'octobre 1991:
« As a private organization, Girl Scouts of the U.S.A. respects the values and beliefs of each of its members and does not intrude into personal matters. Therefore, there are no membership policies on sexual preference. However, Girl Scouts of the U.S.A. has firm standards relating to the appropriate conduct of adult volunteers and staff. The Girl Scout organization does not condone or permit sexual displays of any sort by its members during Girl Scout activities, nor does it permit the advocacy or promotion of a personal lifestyle or sexual preference. These are private matters for girls and their families to address. »
« En tant qu'organisation privée, Girl Scouts of the U.S.A. respecte les valeurs et les croyances de chacun de ses membres et ne s'immisce pas dans les affaires personnelles. Par conséquent, il n'y a pas de doctrine d'adhésion sur les préférences sexuelles. Cependant, Girl Scouts of the U.S.A. a des normes fermes concernant la conduite appropriée des adultes bénévoles et du personnel. L'organisation Girl Scout ne tolère ni n'autorise les manifestations sexuelles d'aucune sorte par ses membres pendant les activités des Girl Scouts, ni ne permet le plaidoyer ou la promotion d'un style de vie personnel ou d'une préférence sexuelle. Ce sont des questions privées auxquelles les filles et leurs familles doivent répondre. »
GSUSA soutient une politique «ne demandez pas, n'évangélisez pas» sur la sexualité, qui accepte mais passe sous silence l'orientation sexuelle. Le débat sur cette question est partagé entre ceux qui estiment que la politique devrait éviter et empêcher la discrimination fondée sur l'orientation sexuelle, et ceux qui remettent en question l'inclusion des lesbiennes,.
En octobre 2011, le conseil des éclaireuses du Colorado a déclare publiquement: «Si un enfant s'identifie comme une fille et que la famille de l'enfant la présente comme une fille, les éclaireuses du Colorado l'accueillent en tant qu'éclaireuse», en annulant le rejet d'une troupe locale de une fille transgenre de sept ans. En juillet 2015, les Girl Scouts of Western Washington retournent un don de 100 000 $ après que le donateur a stipulé que l'argent ne pouvait pas être utilisé pour soutenir les services pour les scouts transgenres. Le groupe met en place une campagne de collecte de fonds en ligne pour récupérer les fonds perdus, amassant finalement 250 000 $.
En janvier 2012, une adolescente de Californie créée une vidéo appelant au boycott des Girl Scout Cookies en réponse à la politique d'inclusion des Girl Scouts pour les filles transgenres. La vidéo virale est devenue un cri de ralliement pour les partisans et les opposants à la position du groupe sur les membres transgenres. En février 2016, Robert James Carlson, l'archevêque catholique romain de Saint-Louis, exhorte les paroissiens à rompre les liens avec les éclaireuses à cause de l'adhésion du groupe aux droits LGBT.
Les éclaireuses elles-mêmes défendent leurs actions : «Depuis 100 ans, Girl Scouts est fière d'être une organisation inclusive au service des filles de tous les horizons. Nous traitons les cas impliquant des enfants transgenres au cas par cas, en mettant l'accent sur le bien-être et l'intérêt supérieur de l'enfant en question et des autres filles de la troupe comme notre priorité absolue».

### Objections locales à l'éducation sexuelle parrainée par Planned Parenthood à Waco, Texas
GSUSA n'approuve pas l'organisation de santé nationale Planned Parenthood, équivalent du Planning familial. Les conseils d'éclaireuses peuvent choisir d'avoir ou non des liens avec la planification familiale. En 2003, à Waco, au Texas, le Bluebonnet Council local est co-sponsor, avec le logo Girl Scouts imprimé sur le dépliant promotionnel, de l'événement Planned Parenthood of Central Texas intitulé "Nobody's Fool '03: Dating, Love, Sexe et VIH". En 2004, le même Conseil promeut un événement éducatif sur la planification familiale sans fournir d'argent ni y envoyer des éclaireuses. Certains partisans du mouvement anti-avortement et des conservateurs sociaux ont critiqué ces évènements, ce qui a entraîné une tentative locale de boycotter les cookies Girl Scout vendus par le Bluebonnet Council. Les résidents de Waco ont répondu au boycott annoncé en achetant une quantité record de cookies, et le Bluebonnet Council a abandonné la promotion de l'événement. Un mois plus tard, Kathy Cloninger, PDG de GSUSA, a participé à l'émission Today sur la NBC, défendant la décision du Bluebonnet Council de rompre les liens avec Planned Parenthood.

## Présidentes
- Juliette Gordon Low (1915-1920)
- Anne Hyde Choate (1920–1922)

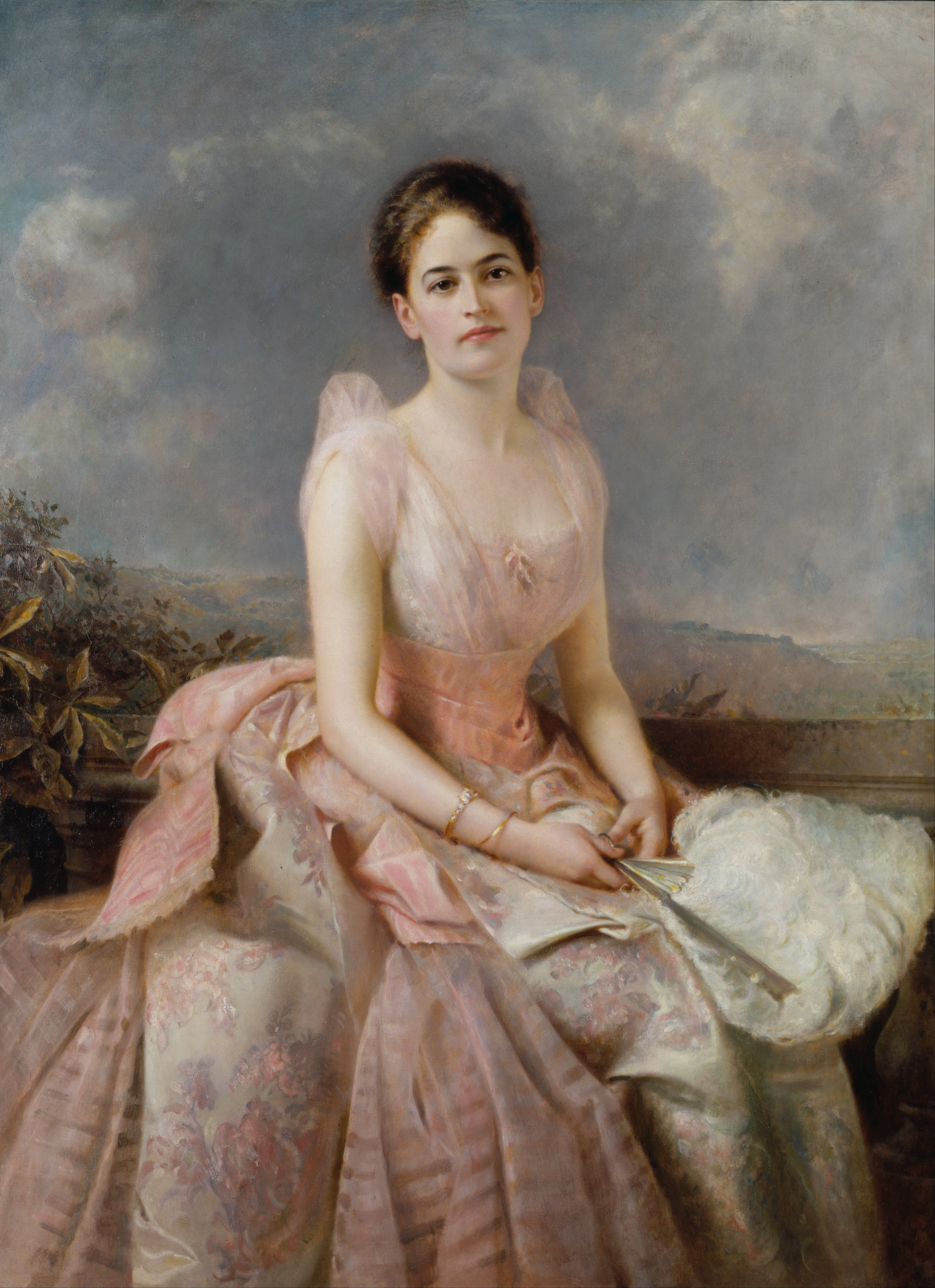
Portrait de Juliette Gordon Low (1887)

- Lou Henry Hoover (1922–1925) (1935–1937)
- Sarah Louise Arnold (1925–1943) (première doyenne du Simmons College, 1902–1921) [107]
- Mira Hoffman (1926? –1930) (Mme. William H. Hoffman)
- Birdsall Otis Edey (1930-1935) (Mme. Frederick Edey) (après avoir cessé d'être présidente, elle est devenue commissaire nationale des éclaireuses jusqu'à sa mort en 1940)
- Henrietta Bates Brooke (1937? -1939) (Mme. Frederick H. Brooke) (décédée en 1967, son mari était l'architecte Frederick H. Brooke qui a conçu le District of Columbia War Memorial)
- Mildred Mudd (1939-1941) (elle a par la suite soutenu la fondation du Harvey Mudd College du nom de son mari, Harvey Seeley Mudd)
- Helen Means (1941-1945) (Mme. Alan H. Means) Plus tard présidente du Conseil mondial (AMGE) (1952-1957)
- Harriet Rankin Ferguson (1946-1951) (Mme. Vaughan C. Ferguson)
- Olivia Cameron Higgins Layton (1951-1957) (Mme. Roy F. Layton) (décédée en 1975) [108]
- Marjorie Mehne Culmer (1958-1963) (Mme. Charles U. Culmer) (plus tard présidente de l'AMGE, décédée en 1994)
- Margaret W. Price (1963-1969) (Mme. Holton R. Price Jr.) (décédée en 1973) [109]
- Grace MS McKittrick MacNeil (1969-1972) (Mme. Douglas H. MacNeil) (décédée en 2000) [110],[111]
- Marjorie Motch (1972-1975) [112],[113]
- Gloria Randle Scott (1975–1978) [114]
- Jane C. Shields Freeman (1978–1984) (son mari est Orville Freeman) [115]
- Betty Fuller Pilsbury (1984–1990), elle a reçu le Silver Buffalo Award en 1986.
- B. LaRae Orullian (1990–1996)
- Elinor Johnstone Ferdon (1996–1999)
- Connie L. Matsui (1999–2002)
- Cynthia B. Thompson (2002-2005)
- Patricia Diaz Dennis (2005-2008)
- Connie L. Lindsey (2008–2013)
- Kathy Hopinkah Hannan (2014-présent)

### Présidente directrice générale
Le titre a changé au fil des ans.
Secrétaires nationales :
- Edith D. Johnston (juin 1913 - juin 1914)
- Cora Neal (juin 1914 - juin 1916)
- Montague Gammon (juin 1916 - août 1917)

Directrices nationales :
- Abby Porter Leland (août 1917 - février 1919)
- Jane Deeter Rippin (février 1919 - novembre 1930) [117]
- Josephine Schain (novembre 1930 - septembre 1935)
- Constance Rittenhouse (septembre 1935 - décembre 1950)

Directrices exécutives nationales :
- Dorothy C. Stratton (décembre 1950 - juillet 1960)
- Sally Stickney Cortner (juillet 1960 - mai 1961) (par intérim)
- Louise A. Wood (mai 1961 - avril 1972)
- Dr Cecily Cannan Selby (avril 1972 - septembre 1975)
- Frank H. Kanis (septembre 1975 - juillet 1976) (par intérim)
- Frances Hesselbein (juillet 1976 - février 1990) a reçu la Médaille présidentielle de la liberté en 1998 en partie pour son travail dans les éclaireuses.
- Mary Rose Main (février 1990 - octobre 1997)
- Joel E. Becker (octobre 1997 - janvier 1998) (par intérim)
- Marsha Johnson Evans (janvier 1998 - juillet 2002): contre-amiral à la retraite, a quitté les Girl Scouts pour devenir présidente de la Croix-Rouge américaine

Directrices générales :
- Jackie Barnes (juillet 2002 - octobre 2003) (par intérim)
- Kathy Cloninger (octobre 2003 - novembre 2011)
- Anna Maria Chávez (novembre 2011 - juin 2016) [118]
- Sylvia Acevedo (juillet 2016 - août 2020) [119] (Servie par intérim de juillet 2016 - mai 2017)
- Judith Batty (16 août 2020 - présent) (par intérim) [120],[30]

## 100eanniversaire
GSUSA célèbre le 100e anniversaire de sa fondation par Juliette Low avec l'événement Pont vers le deuxième siècle le 13 novembre 2011, lors de la Convention nationale à Houston et dans d'autres sites à travers le pays. GSUSA participe également à la célèbre Parade du Tournoi des Roses de Pasadena, en Californie, en 2012, avec le char du 100e anniversaire des éclaireuses, conçu et décoré par des éclaireuses.
Le président américain Barack Obama signe le "Girl Scouts of the USA Commemorative Coin Act" pour la célébration du 100e anniversaire. La loi autorise la frappe de 350 000 pièces en argent en l'honneur des éclaireuses et des réalisations de 50 millions de femmes influencées par le scoutisme féminin au cours des 100 dernières années.
Le Colorado organise une grande campagne pour créer une plaque d'immatriculation spéciale pour honorer le centenaire des éclaireuses. Les éclaireuses du Minnesota et des vallées fluviales du Wisconsin organisent The Great Girl Gathering, une célébration du centenaire les 10 et 11 mars 2012 pour 140 000 éclaireuses au Mall of America à Bloomington.
L'atelier Build-A-Bear crée un ours et des tenues Girl Scout en édition limitée pour le 100e anniversaire.
Le Conseil des éclaireuses de la capitale nationale à Washington organise le 9 juin 2012 un Sing-Along du 100e anniversaire au National Mall, intitulé Girl Scouts Rock the Mall: 100th Anniversary Sing-Along. L'événement Rock the Mall attire plus de 200 000 personnes au centre commercial national pour célébrer le scoutisme féminin et coûte 2 millions de dollars.
Les Girl Scouts of Citrus, en partenariat avec Walt Disney World, organisent un événement de transition spécial pour le 100e anniversaire du 25 au 28 mai 2012. L'événement Bridging into the Next Century offre aux éclaireuses de tout le pays l'occasion de célébrer l'esprit du scoutisme féminin à Epcot.
Le Cincinnati Museum Center organise un événement pour célébrer l'anniversaire en partenariat avec les éclaireuses de l'ouest de l'Ohio, qui ont conçu une exposition gratuite jusqu'au 13 mai 2012. Elle présente d'anciens uniformes, de la littérature et traite du rôle des éclaireuses au cours des 100 dernières années.
GSUSA crée un nouveau cookie appelé Savannah Smiles pour commémorer cet anniversaire[réf. nécessaire].
Les Girl Scouts of Northeast Texas accueillent l'exposition nationale des Girl Scouts à la State Fair of Texas en 2012 dans le Hall of State historique. Les visiteurs peuvent déguster des Fried Samoa, beignets frits venant de Polynésie, participer à un feu de camp virtuel, se promener dans une boîte à biscuits grandeur nature et voir une réplique de la maison de Juliette Gordon Low.
À Savannah, en Géorgie, où Girl Scouting a été fondée, une fête est organisée à Forsyth Park avec une garde d'honneur du centenaire composée d'éclaireuses portant des uniformes d'époque du premier siège des Girl Scout. Les modèles d'uniformes venaient des époques : 1912(réplique), 1914, 1928, années 1940, 1960 années 1970, 1980 et actuelle.
La ville de Savannah ferme une partie du pont de Talmadge pour que les éclaireuses puissent marcher et «faire le pont avec le siècle prochain». Savannah organise un Sunrise Service avec la PDG, Anna Maria Chavez. Le garde d'honneur du parc portait la flamme éternelle[réf. nécessaire].
La ville de Savannah a dédié son "Georgia Day" annuel à Juliette Gordon Low[réf. nécessaire].

## Organisations similaires
Camp Fire Girls est fondée en 1910, deux ans avant les Girl Scouts, par certains des créateurs des Boy Scouts of America . En 1975, l'organisation devient mixte et a change peu de temps après son nom pour Camp Fire Boys and Girls. Le nom est changé en Camp Fire USA en 2001 et en Camp Fire en 2012. En 2009, l'organisation compte environ 750 000 membres.
Diverses religions ont leurs propres clubs de jeunes tels que les Missionettes (maintenant Mpact Girls) pour les Assemblées de Dieu. Little Flowers Girls 'Club est un club de filles à vocation catholique. Les clubs de filles GEMS sont un groupe non confessionnel avec une formation calviniste/réformée. Pioneer Girls est une organisation méthodiste mais pas confessionnelle[réf. nécessaire].
Un groupe de jeunes explicitement créé comme alternative chrétienne aux Girl Scouts est l'American Heritage Girls (AHG), créé en 1995 à West Chester, Ohio, par un groupe de parents mécontents des organisations scoutes féminines disponibles. AHG est une organisation chrétienne qui déclare qu'elle est «une organisation à but non lucratif dédiée à la mission de construire des femmes intègres par le service à Dieu, à la famille, à la communauté et au pays». À partir de 2020, il revendique plus de 50 000 membres jeunes et adultes.